# Poncjusz Piłat
Poncjusz Piłat (łac. Pontius Pilatus, gr. Πόντιος Πιλᾶτος) – od 26 do 36/37 n.e. rzymski prefekt Judei, będącej wówczas częścią prowincji Syria. Zgodnie z chrześcijańskimi Ewangeliami oraz tzw. świadectwem Flawiusza prowadził proces Jezusa Chrystusa i zatwierdził jego wyrok śmierci. Szczegóły jego życia przed okresem pełnienia funkcji w Judei nie są znane, a po okresie namiestnictwa są obiektem szeregu legend.
Występująca w Ewangeliach grecka forma zapisu jego personaliów identyczna jest z zapisem osób o pochodzeniu pontyjskim. Według niektórych opinii, imię tego namiestnika – wbrew powszechnemu poglądowi – brzmi Poncjusz (łac. Pontius), nie zaś Piłat (Pilatus), które faktycznie było jedynie przydomkiem.
Główne źródła do losów historycznego Piłata to: Dawne dzieje Izraela i Wojna żydowska Józefa Flawiusza, tekst Filona z Aleksandrii Poselstwo do Gajusza oraz Nowy Testament. Z pomniejszych należy wymienić Historię Kościelną Euzebiusza z Cezarei i Roczniki Tacyta.

## Namiestnik Judei

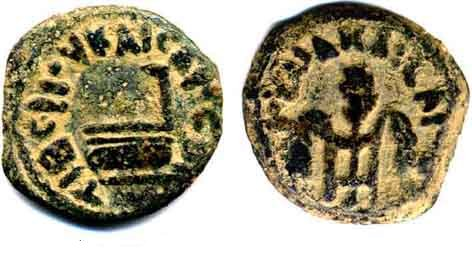
Moneta (prutah) wybita przez Poncjusza Piłata.
Rewers: Grecki napis TIBEPIOY KAICAPOC (Tyberiusz cesarz) i data LIS (16 rok jego panowania = 29/30 n.e.), otaczający rytualny czerpak (simpulum).
Awers: Grecki napis IOYLIA KAICAPOC (Julia cesarzowa) otaczający trzy związane kłosy jęczmienia.

Poncjusz Piłat jest znany przede wszystkim jako postać Nowego Testamentu, jednak o większości wydarzeń z jego życia dowiadujemy się od rzymsko-żydowskiego historyka Józefa Flawiusza. W 26 roku został przez cesarza Tyberiusza mianowany prefektem Judei jako następca Waleriusza Gratusa. Objął ten urząd prawdopodobnie jako protegowany Sejana, który był znany z niechęci do Żydów. Piłat także darzył naród żydowski niechęcią i kilkakrotnie popadał w konflikt ze swoimi poddanymi. Na początku rządów wniósł sztandary z wizerunkiem cesarza do twierdzy Antonii:

Gdy jego żołnierze przybyli do Jerozolimy, nakazał im przynieść proporce będące symbolem Cezara. Proporce zostały przyniesione pod osłoną nocy, lecz ich obecność została niebawem odkryta. Wielu Żydów przybyło do Cezarei namówić Prokuratora do zniesienia tych symboli. Przez pięć dni Piłat nie chciał ich wysłuchać, lecz już szóstego zasiadł w fotelu sędziego. Gdy Żydzi zebrali się, kazał otoczyć ich kordonem żołnierzy i zagroził śmiercią jeśli nie przestaną go dręczyć swoimi postulatami. Ci rzucili się na ziemię i odsłonili swoje karki mówiąc, że wolą zginąć niż dopuścić do pogwałcenia swoich praw. Piłat, nie chcąc zabijać tak wielu, ustąpił i zdjął proporce.

Filon z Aleksandrii pisał, że Piłat umieścił kilka pozłacanych tarcz w pałacu Heroda ku czci Cezara. Nie widniał na nich żaden niedozwolony symbol, a jedynie inskrypcja, kto i dla kogo wystawił tarcze. Żydzi jednak domagali się usunięcia tarcz. Gdy Piłat odmówił, zwrócili się do Tyberiusza. Dopiero jego rozkaz zmusił Piłata do zdjęcia symboli. Wydarzenie to miało miejsce prawdopodobnie w 32 roku. Dla wyznawców judaizmu umieszczanie symboli cesarskich w miejscach dla nich świętych było bałwochwalstwem.
Poncjusz Piłat naruszył również skarb Świątyni do budowy akweduktu:

Innym razem użył świętego skarbu świątynnego, zwanego Korbanem, aby doprowadzić wodę do Jerozolimy przez akwedukt. Oburzony tłum złorzeczył Piłatowi; lecz ten posłał żołnierzy przebranych za cywilów w motłoch. Na dany sygnał, bunt żydowski został stłumiony kijami.

W czasie publicznej działalności Jezusa Chrystusa Piłat dokonał także masakry galilejskich pielgrzymów żydowskich wędrujących do Jerozolimy z ofiarami. Na przełomie 36/37 Piłat zabił uzbrojonych Samarytan, którzy chcieli wejść na górę Garizim, prowadzeni przez oszusta i podżegacza. Legat Syrii, Lucjusz Witeliusz, rozkazał wówczas Piłatowi odjechać do Rzymu, aby przed cesarzem się usprawiedliwił z zarzutów podniesionych przez Samarytan, lecz nim przybył do Rzymu, Tyberiusz już zmarł. Euzebiusz z Cezarei w swojej Historii Kościelnej podawał, że za rządów następnego cesarza, Kaliguli, Piłata dotknęły tak wielkie nieszczęścia, że popełnił samobójstwo. Euzebiusz powoływał się na pisarzy greckich, którzy dali zestawienie olimpiad oraz tego, co w poszczególnych latach się zdarzyło.
Piłat miał żonę, która według tradycji prawosławnej miała się nazywać Klaudia Prokula.

## Rola Piłata w Biblii

### Piłat w Ewangeliach

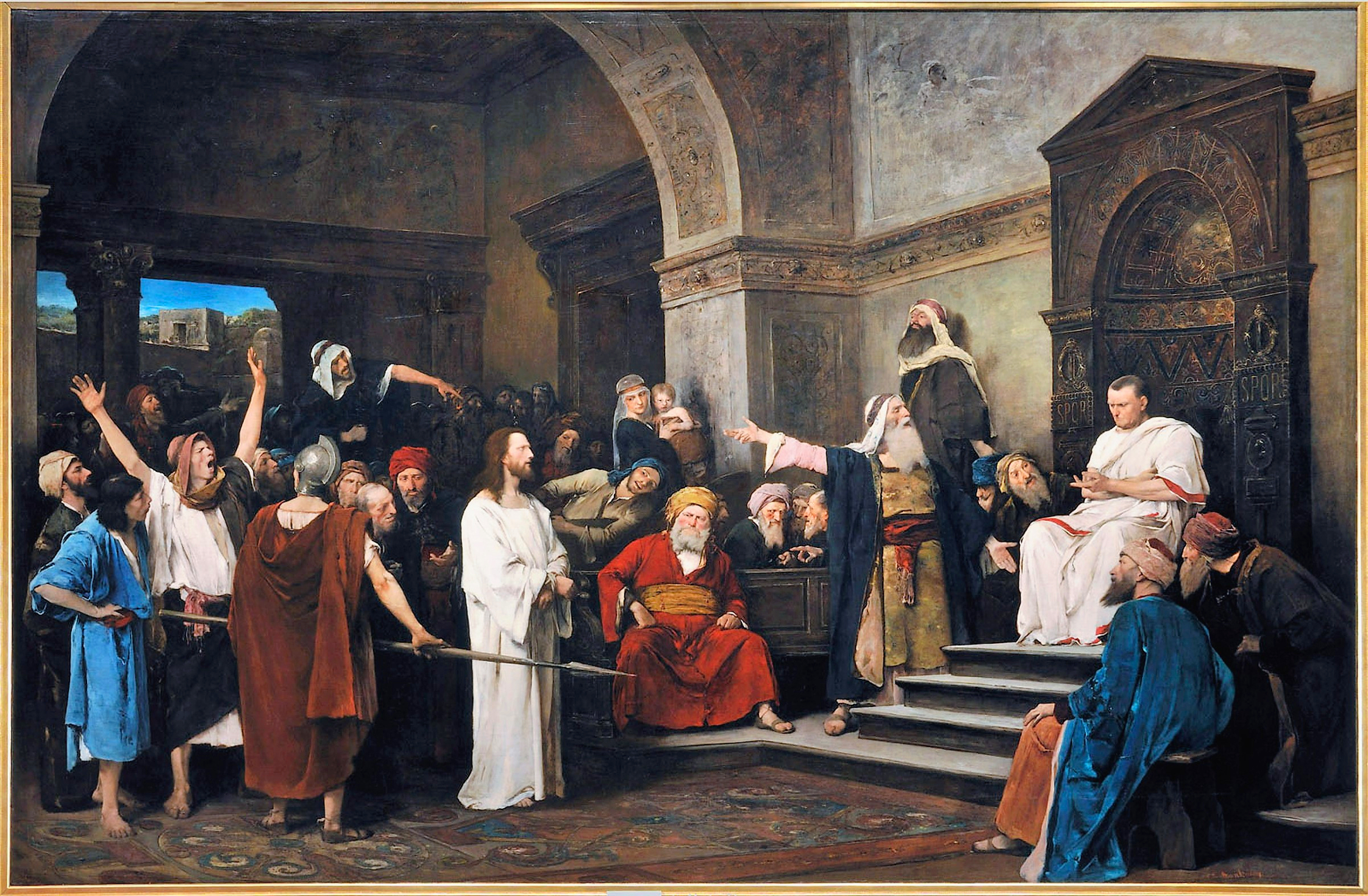
Chrystus przed Piłatem (Michael von Lieb, 1881)

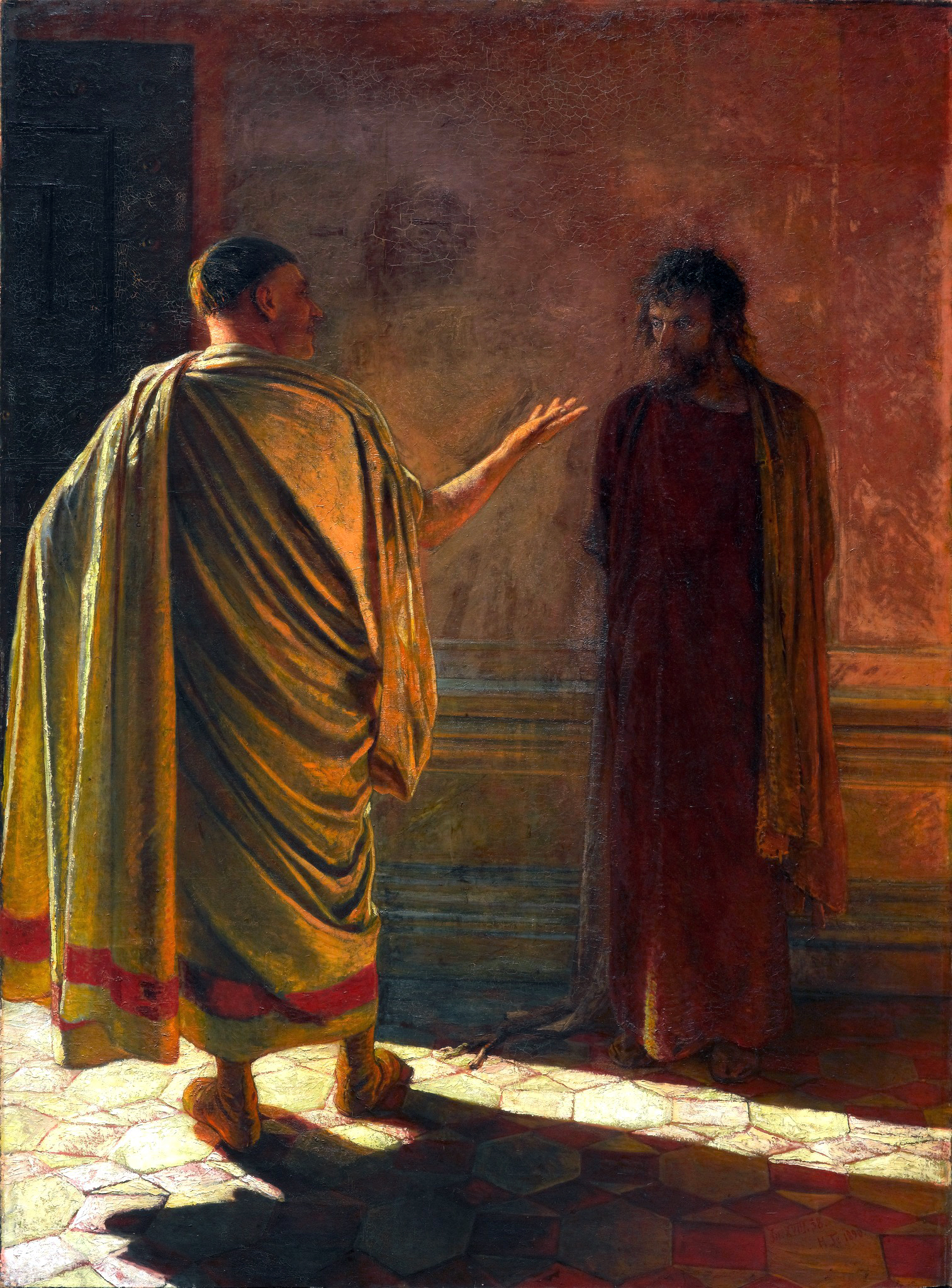
Poncjusz Piłat do Jezusa: Cóż to jest prawda? (mal. Nikołaj Gay, 1890)

Według Nowego Testamentu Jezus został przyprowadzony do Piłata przez starszyznę żydowską. Sanhedryn oskarżał Jezusa o bluźnierstwo. Namiestnik pytał Jezusa głównie o to, czy uważa się za „króla żydowskiego”.
Kontynuacja przesłuchania opisana jest w Ewangelii Jana. Jezus mówi: „Ja się na to narodziłem i na to przyszedłem na świat, aby dać świadectwo prawdzie. Każdy, kto jest z prawdy, słucha mojego głosu”, na co Piłat miał odpowiedzieć: „Cóż to jest prawda?” (łac. Quid est veritas?). Następnie Piłat pozwolił Żydom wybrać jednego więźnia do uwolnienia, jak nakazywała tradycja Paschy. Wybrano Barabasza, mordercę, uczestnika zamieszek religijnych. Rozdział 18. Ewangelii Jana wyjaśnia, że Piłata nie interesował konflikt pomiędzy kapłanami i Chrystusem, nie widział też w osobie Jezusa zagrożenia dla Cesarstwa rzymskiego. Jednak w obawie przed kolejnym buntem Żydów – „Jeżeli go uwolnisz nie jesteś przyjacielem cezara. Każdy, kto się czyni królem, sprzeciwia się cezarowi.” J 19, 12 –
wydał na Jezusa wyrok śmierci. Przyczyna oficjalna śmierci Jezusa była podana na krzyżu: crimen maiestatis populi Romani (zbrodnia „uszczuplenia” godności ludu rzymskiego, wrogość wobec cesarstwa, pretendowanie do władzy królewskiej, wzniecanie buntu). Należy jednak przypuszczać, że prawdziwą przyczyną wydania wyroku śmierci na Jezusa była współpraca Piłata z arcykapłanem, Kajfaszem. Polegała ona ze strony arcykapłana na zapobieganiu wszelkim buntom – „Cóż my robimy wobec tego, że ten człowiek czyni wiele znaków? Jeśli Go tak zostawimy przyjdą Rzymianie, i zniszczą nasze miejsce święte i nasz naród” J 11, 47-48 – a ze strony Piłata na utrzymywaniu w Judei status quo. Potwierdzeniem takiej współpracy jest fakt, że zarówno Piłat, jak i Kajfasz, stracili swoje urzędy w tym samym czasie.
Według Ewangelii Mateusza, po zatwierdzeniu wyroku na Chrystusie Piłat umył ręce przed tłumem, który domagał się ukrzyżowania oskarżonego. Prefekt wypowiedział słowa: „Nie jestem winny krwi tego Sprawiedliwego. To wasza rzecz” (na co Żydzi: „Krew Jego na nas i na dzieci nasze”).

### Kwestia odpowiedzialności za śmierć Jezusa

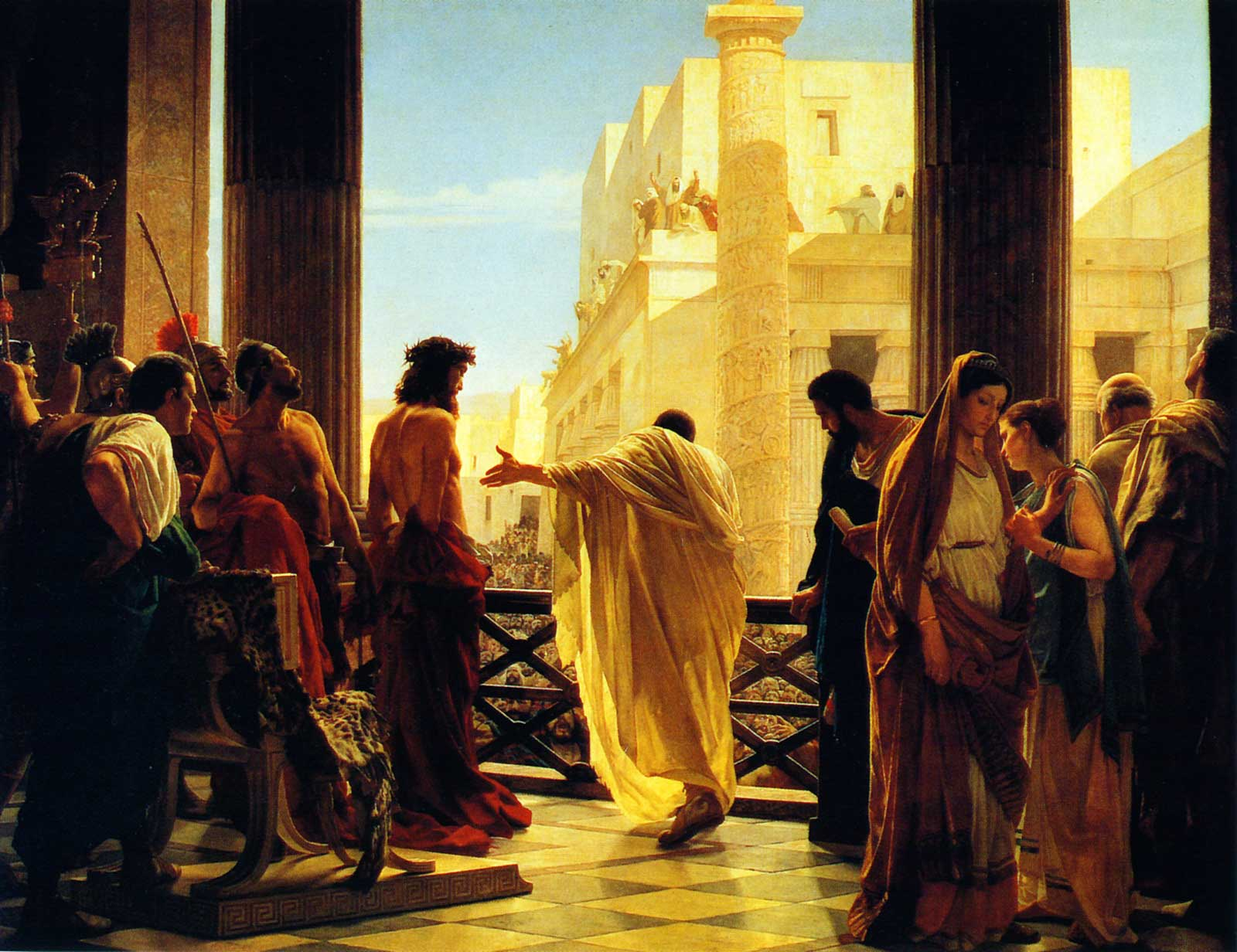
Ecce Homo (mal. Antonio Ciseri, 1871): Poncjusz Piłat przedstawiający ubiczowanego Jezusa mieszkańcom Jerozolimy

W ocenach ojców Kościoła Piłat nie zdecydował się skazać Jezusa, dopóki (żydowski) tłum nie zaczął nalegać. Niektórzy z nich uważali, że mogło to być efektem starań wczesnych chrześcijan o przypodobanie się Rzymowi, a to poprzez złagodzenie dogmatu, że „wszelka władza pochodzi od Boga”, hasłem „oddajcie Bogu co Boskie, a cesarzowi co cesarskie” oraz przez obwinienie Żydów o zamordowanie Jezusa. Całkiem też możliwe, że owa obrona Piłata, przedstawiciela potężnego Cesarstwa, była wyrazem synergii autorytetów ówczesnego świata. Jako źli zostali przedstawieni nie tyle ci, którzy wykonali wyrok, ale przede wszystkim żydowski Sanhedryn.
Po zaprzestaniu prześladowań wyznawców Chrystusa, przyjęto credo Euzebiusza podczas soboru w Nicei (rok 325) zwołanego przez cesarza. Jednoznacznie mówiło ono, że Jezus został „ukrzyżowany (...) pod Poncjuszem Piłatem”. Chrześcijańscy obywatele Rzymu byli gotowi krytykować działania cesarstwa w Judei, jakkolwiek głównym powodem zawarcia w credo tego zdania było potwierdzenie historycznego istnienia Jezusa.

## Kamień Piłata

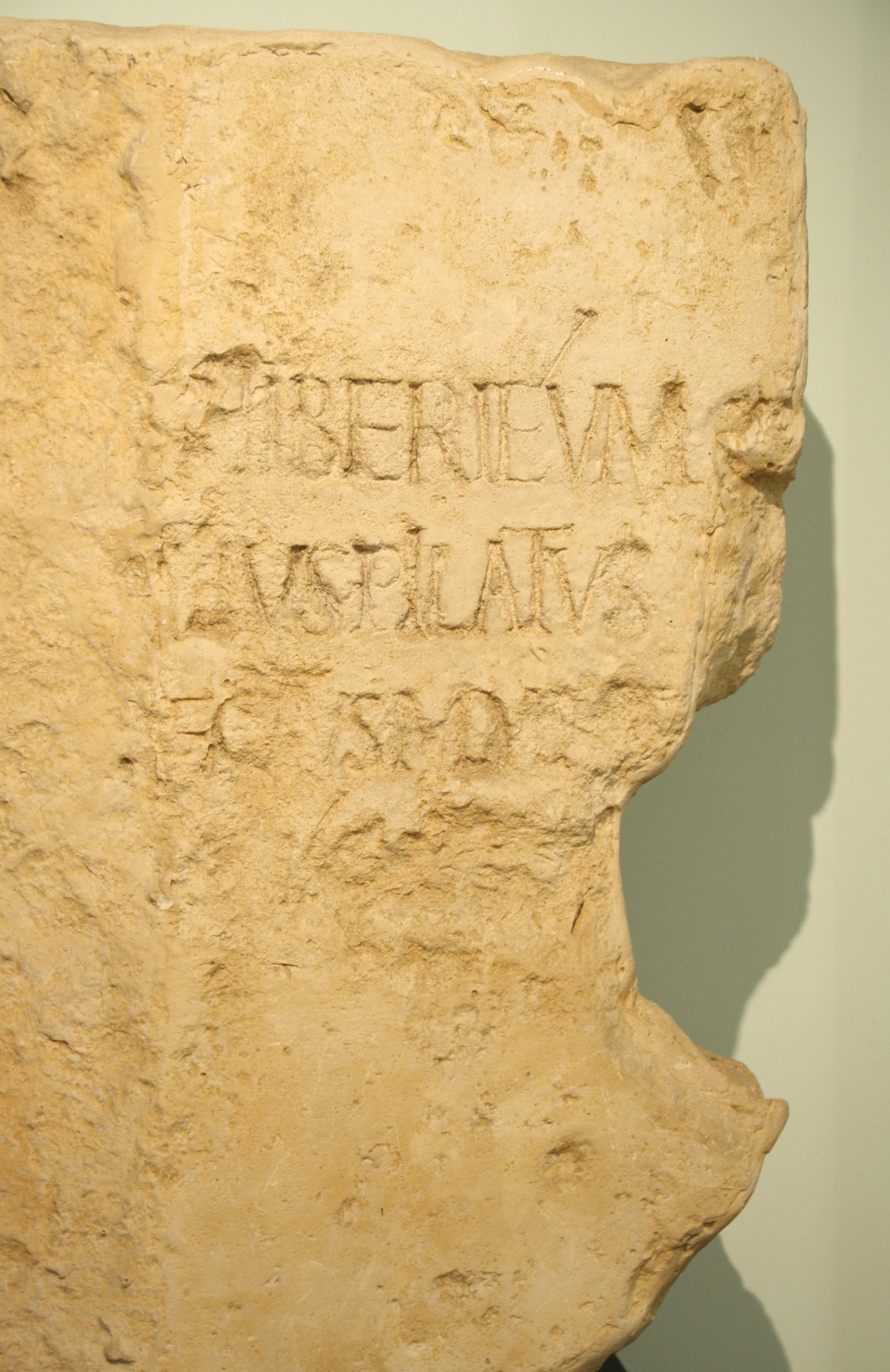
Tzw. kamień Piłata

W 1961 na wykopalisku archeologicznym starożytnego amfiteatru w Cezarei Nadmorskiej, stolicy prowincji Judei, odkryto na bloku wapiennym łacińską inskrypcję. Były na nim uszkodzone dedykacje Poncjusza Piłata. Odkrycia dokonała grupa kierowana przez Antonia Frovę. Jego rekonstrukcja była następująca: [Caesariens(ibu)]s Tiberiéum [Pon]tius Pilatus [praef]ectus Iuda[ea]e [d]e[dit] – „Poncjusz Piłat, prefekt Judei, podarował Tiberieum mieszkańcom Cezarei”. Pierwsza linijka tej inskrypcji jest przedmiotem wielu dyskusji i spekulacji. Chociaż rekonstrukcja Frova jest powszechnie cytowana, szczególnie w literaturze popularnonaukowej, to jednak jest kwestionowana przez wielu. Proponowano różne inne warianty rekonstrukcji. E. Weber zalecał: [Kal(endis) Iulii]s Tiberiéum [M(arcus)? Po]ntius Pilatus [praef]ectus Iuda[ea]e [dedicavit] – „Marek (?) Poncjusz Piłat, prefekt Judei, dedykował Tiberieum 1 lipca”. A. Degrassi sugerował: [Dis Augusti]s Tiberiéum [Pon]tius Pilatus [praef]ectus Iuda[ea]e [fecit, d]e[dicavit] – „Poncjusz Piłat, prefekt Judei, zbudował Tiberieum i poświęcił je boskim Augustom”. Alexander Demandt proponował natomiast: [Incoli]s Tiberiéum [Ponti]us Pilatus [praef]ectus Iud[aeae refecit] – „Poncjusz Piłat, prefekt Judei, odbudował Tiberieum dla mieszkańców”. Rekonstrukcja Géza Alföldy była identyczna jak Demandta, tylko interpretował pierwsze słowo jako Nautis („dla marynarzy”). Uważał, że inskrypcja upamiętnia odbudowę portu w Cezarei Nadmorskiej (być może w szczególności latarnię morską).
Najcenniejszą informację dostarcza trzeci wers, z którego dowiadujemy się, że oficjalny tytuł Piłata brzmiał „prefekt” (praefectus). Józef Flawiusz i Tacyt określali natomiast Piłata mianem prokuratora (procurator). Jednakże tytuł ten nosili namiestnicy Judei dopiero od roku 44, gdy Judea po raz drugi stała się rzymską prowincją. Wcześniej, w latach 6–41, namiestnicy tej prowincji byli niższej rangi, bo tylko prefekta. Ewangelie natomiast na określenie funkcji Piłata używają ogólnego terminu tłumaczonego jako „zarządca” bądź „namiestnik” (gr. ἡγεμὼν, hegemon).
Słowo Tiberieum nie zostało dotąd wytłumaczone. Niektórzy uczeni przypuszczają, że była to jakaś budowla, być może świątynia zbudowana na cześć Tyberiusza. Inskrypcja ta znajduje się obecnie w Muzeum Izraela w Jerozolimie, gdzie jej numer katalogowy to AE 1963, 00104. Jej wymiary to 82 na 65 cm (2',7" × 2',1”). Jest to jedyne znalezisko archeologiczne wzmiankujące Poncjusza Piłata.

## Piłat w legendzie
Niedostatek informacji o Piłacie uzupełnia legenda dotycząca jego osoby. Chrześcijanie chcieli dowiedzieć się czegoś więcej, niż mówił im kanon biblijny. Dzieło „Mors Pilati” – „Śmierć Piłata” wspomina, że po samobójczej śmierci ciało byłego prokuratora zostało wrzucone do Tybru, lecz „wody były wzburzone przez złe duchy, że ciało dopłynęło do Vienne i zatonęło w Rodanie”. Do dziś można w tym mieście ujrzeć monument zwany „Grobowcem Piłata”. Gdy wody Rodanu wyrzuciły zwłoki na brzeg, zostały znów porwane przez wodę i zatonęły w Jeziorze Genewskim. Jego ostatecznym celem miał być opuszczony górski staw. Staw ten, według późniejszej tradycji, znajdował się na szczycie góry nazwanej Pilatus (Pileatus, czyli pokryty chmurami), niedaleko Lucerny. W każdy Wielki Piątek ciało Piłata wynurza się z wód i obmywa ręce.
Istnieje jeszcze wiele legend o Piłacie w kulturze narodowej Niemiec, gdzie jego śmierć jest przedstawiana w niezwykle udramatyzowanym cyklu sztuk misteryjnych pochodzącym z Kornwalii („Ordinalia”).
W Koptyjskim Kościele Ortodoksyjnym Piłat jest uznawany za świętego. Według tradycji Koptów Rzymianin potajemnie nawrócił się na chrześcijaństwo w pewien czas po śmierci Chrystusa pod wpływem swojej żony Klaudii. Oboje są wspominani dnia 25 czerwca. We Wschodnim Kościele Prawosławnym jedynie Klaudia jest świętą, ponieważ w Ewangelii to ona namawiała męża, aby ten nie miał nic wspólnego ze śmiercią Jezusa. Według niektórych tradycji prawosławnych Piłat miał popełnić samobójstwo z powodu wyrzutów sumienia za skazanie Jezusa na śmierć.

### Akta Piłata
W IV wieku pojawił się, niewątpliwie sfałszowany, dokument zwany Aktami Piłata. We wstępie ukazuje jego osobę rzekomo na podstawie oficjalnych kronik pretorium Jerozolimy. Napisanie tego wątpliwego dokumentu jest przypisywane Nikodemowi (tzw. Ewangelia Nikodema, apokryf powstały nawet później niż sugerują to „Akta Piłata”). Żaden element tekstu nie wskazuje na to, że jest to tłumaczenie z hebrajskiego.
Ta fabrykacja zdobyła szerokie zaufanie w średniowieczu i wpłynęła na kształt legend dotyczących ukrzyżowania, które – zebrane wszystkie razem – zwane są Pasją (Pascha). Jej popularność potwierdza liczba języków, na jakie została przetłumaczona – każde tłumaczenie zawierało dwie lub więcej wersji: grecką (oryginalną), koptyjską, armeńską i łacińską. Ta ostatnia była drukowana kilkakrotnie w XV i XVI wieku.
Jeden ze zbiorów łacińskich rękopisów zawierał dodatek lub kontynuację dzieła Cura sanitatis Tiberii, najstarszej wersji historii o św. Weronice.
Akta Piłata składają się z trzech części, których odmienność stylu języka zdradza liczbę trzech autorów w trzech różnych okresach.
Pierwsza część (I–XI) zawiera fantazyjne i dramatyczne okoliczności procesu Jezusa, oparta na Rozdziale XXIII Ewangelii Łukasza.
Druga część (XIII–XVI) wspomina Zmartwychwstanie. Dodatek zdradzający szczegóły Descensus ad Infernos (Zstąpienie do piekieł) został doprawiony w wersji greckiej tego dzieła (część składu apostolskiego: „(...) zstąpił do Piekieł (...)”). Motyw ów został ubarwiony i przyjęty w wersji łacińskiej oraz przetłumaczony na wiele języków europejskich. Nie istnieje zaś we wschodnich wersjach: syryjskiej i armeńskiej, które wywodzą się bezpośrednio z greckiej. Według nich: Leucius i Charinus – dwie dusze z martwych powstałe po Ukrzyżowaniu – opowiedziały Sanhedrynowi okoliczności Zstąpienia Chrystusa do Otchłani.
Euzebiusz (ok. 325) wspomina „Akta Piłata”, jakoby miały być cytowane przez Justyna i Tertuliana, a inne pseudoakta tego typu nie mają związku z pierwotnym dziełem. Prawie pewnym jest, że późniejsi naukowcy zgadzali się co do pochodzenia dzieła na połowę IV wieku.

## Inne dzieła dotyczące Piłata
Drugorzędne źródła historyczne są podzielone jak reszta: w Kościele koptyjskim Piłat jest nawróconym chrześcijaninem i świętym lub też zagubioną duszą skazaną na bezustanne błądzenie po krajach Zachodu.
Istniał również sfabrykowany list dotyczący ukrzyżowania Chrystusa, rzekomo wysłany przez Poncjusza Piłata do cesarza Klaudiusza. List został wcielony do sfałszowanego dzieła zwanego „Aktami Piotra i Pawła”, o którym „Encyklopedia Katolicka” mówi: „Treść listu ten jest dobitnie apokryficzna, pomimo swojej zwięzłości i powściągliwości w wyrazie”. Nie istnieje żadne wewnętrzne powiązanie między listem i „Aktami Piłata” z IV wieku („Acta Pilati”).
List lub Sprawozdanie o Piłacie zawarte jest w „Pasji Piotra i Pawła” Pseudo-Marcellusa. Zatem istnieją wersje: grecka i łacińska.
Legenda Mors Pilati (Śmierć Piłata) jest częścią tradycji łacińskiej: ukazuje Piłata jako potwora, nie zaś świętego. Zazwyczaj jest dołączana do bardziej współczującej Ewangelii Nikodema pochodzenia greckiego. Wątkiem głównym opowiadanie Mors Pilati jest choroba Tyberiusza, który posyła Wolusaniusza do Judei – jego celem miało być sprowadzenie Chrystusa – uzdrowiciela. Na miejscu Poncjusz Piłat ukrywa fakt ukrzyżowania Chrystusa i prosi o zwłokę. Lecz Wolusaniusz natyka się na Weronikę, która zdradza mu prawdę i wręcza swą chustę z odbiciem twarzy Chrystusa. Owa chusta miała uzdrowić Tyberiusza. Piłat zostaje wezwany do Cesarza, lecz gdy się zjawia, niesie Jezusowy całun z jednego kawałka płótna. Tyberiusz złagodniał, ale tylko do czasu, kiedy Piłata poproszono o zdjęcie tej części garderoby. Wówczas zostaje poprowadzony na egzekucję. Jego zwłoki zostają wrzucone do Tybru, jednak wyrzucone przez demony prądu rzeki docierają do Vienne. Następnie wrzucone do Rodanu – duchy tej rzeki również ich nie przyjmują – kierują ciało na wschód, do Lozanii, gdzie toną w zatoczce niedaleko Jeziora Genewskiego – pod stokiem góry Mont Pilatus (początkowo Mons Pileatus – pokrytej chmurami). Według legendy ciało ma wypływać co roku, na Wielki Piątek i obmywać ręce jak w dniu skazania Chrystusa.
Ta wersja legendy w połączeniu z anegdotami o młodości Piłata została zaadaptowana w dziele włoskiego kronikarza Jakuba de Voragine’a pt. Złota legenda.
W kornwalijskim Misterium Paschalnym „śmierć Piłata” tworzy dramatyczną scenę w cyklu Resurrexio Domini (Zmartwychwstanie Pańskie).
Więcej fikcyjnych nawiązań do osoby prefekta Judei można znaleźć w pomniejszych tekstach apokryficznych, np. Anaphora Pilati (Relacja o Piłacie), Liście Heroda do Piłata i Liście Piłata do Heroda i rzekomych pismach, których nie datuje się wcześniej niż na wiek V n.e.
Na przełomie XV i XVI wieku powstał krótki polski tekst apokryficzny, Wyrok Piłata.
Holenderski pisarz Simon Vestdijk napisał w 1938 nowelę o życiu Piłata po Ukrzyżowaniu Chrystusa (niderl. De nadagen van Pilatus, Ostatnie dni Piłata).
Roger Caillois napisał powieść Poncjusz Piłat.

### Poncjusz Piłat w tekstach literackich
- Piłat jest główną postacią biblijnego wątku Mistrza i Małgorzaty, powieści Michaiła Bułhakowa. Został tam przedstawiony jako postać tragiczna i bezsilna wobec wyroku jaki wydano na Jezusa.
- tekst utworu Pilate grupy Pearl Jam
- tekst utworu Krow za krow grupy Arija
- Piłat jest głównym bohaterem książki Ewangelia według Piłata Erika-Emmanuela Schmitta.
- Poncjusz Piłat jest główną postacią historycznej powieści Piłat i Nazarejczyk Elisabeth Dored
- Piłat jest jedną z głównych postaci w powieści Ewangelia według Afraniusza napisanej przez Kiryła Jeśkowa i rozwijającej wątek rzymskich służb specjalnych zarysowany w powieści Mistrz i Małgorzata Michaiła Bułhakowa.
- Piłat jest głównym bohaterem opowiadania „Procurator Judei” Warłama Szałamowa.
- W Boskiej komedii Dante umieścił go w Przedpiekle[22].

## Piłat w dramacie

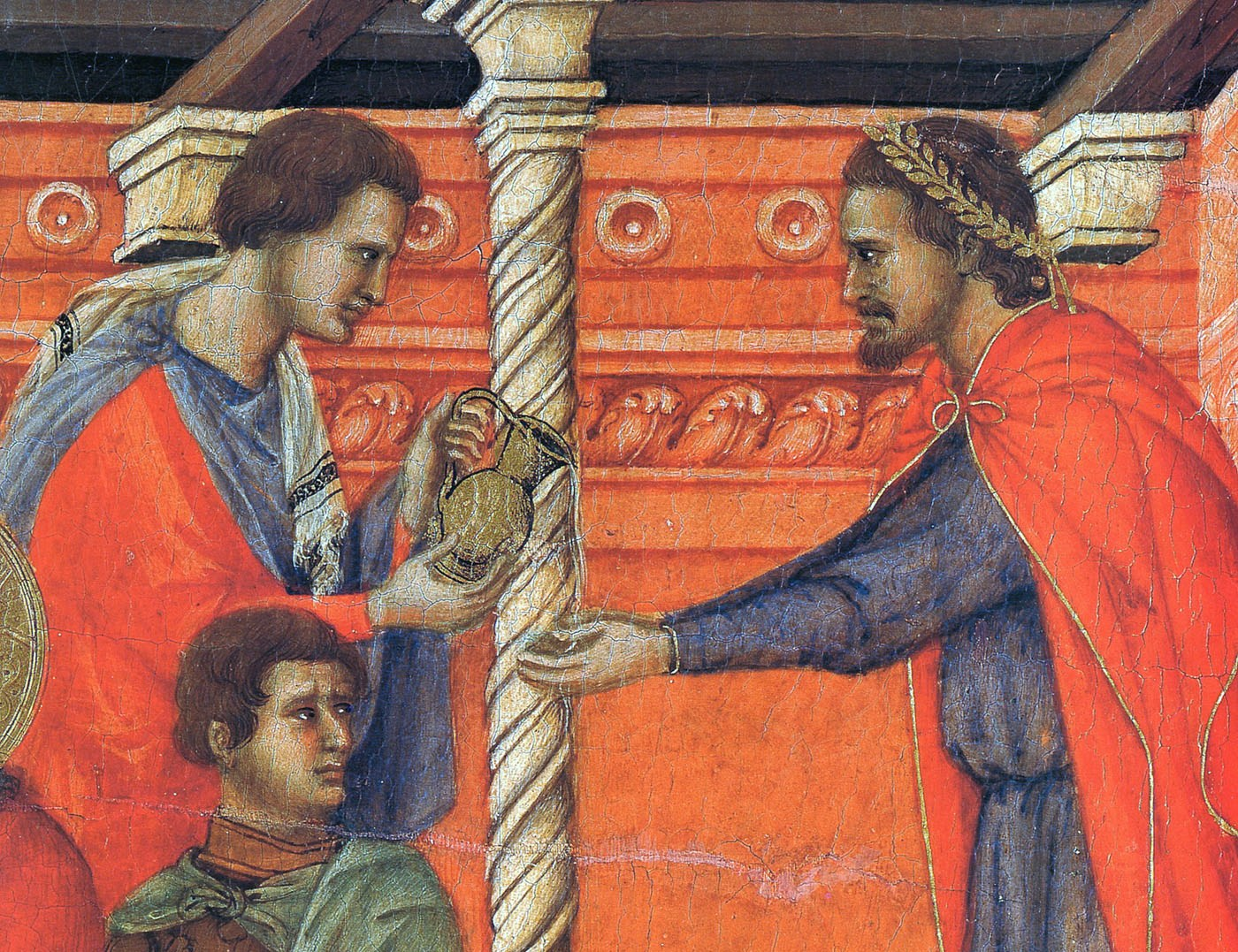
Symboliczne obmycie rąk przez Piłata (Italia, XIV w.)

Sztuki teatralne, dzieła filmowe i seriale dotyczące życia Jezusa Chrystusa przeważnie zawierają postać Poncjusza Piłata ze względu na jego rolę w ostatnich dniach życia Chrystusa.
Ważniejsi odtwórcy roli prefekta Judei: Hurd Hatfield (Król królów), Telly Savalas (Opowieść wszech czasów), Rod Steiger (Jezus z Nazaretu), Frank Thring (Ben-Hur), David Bowie (Ostatnie kuszenie Chrystusa), Christo Szopow (Pasja), Jan Kreczmar (Piłat i inni), Gary Oldman (Jezus), Zbigniew Zapasiewicz (Mistrz i Małgorzata), Barry Dennen (Jesus Christ Superstar), Henryk Talar (Niezłomny z Nazaretu), Andrew James Allen (The Chosen).